# ليندا إيلدر
ليندا إيلدر (بالإنجليزية: Linda Elder)‏ هي مؤلفة وعالمة نفس أمريكية، ولدت في 18 مارس 1962.

## وصلات خارجية
- الموقع الرسمي